# Еерсте класе
Еерсте класе (нід. Eerste Klasse) — шоста за ієрархією футбольна ліга у Нідерландах. Третя за рівнем ліга аматорського футболу в Нідерландах. «Еерсте класе» починалась як 1-й рівень футболу в Нідерландах, а зараз є 6-м. Ліга поділена на одинадцять дивізіонів, шість для суботніх клубів і п'ять для недільних клубів. Ці дивізіони відповідають шести округам футбольної федерації Нідерландів: кожен округ організовує суботні змагання та недільні змагання, за винятком округу Південь II, який має лише недільні змагання.
Кожен дивізіон складається з 14 команд. Чемпіон дивізіонів «Еерсте класе» переходить до «Фірде Дивізі» (раніше Гофткласе, нід. Hoofdklasse). Крім того, сезон ділиться на два періоди — по вісім матчів у кожному. Переможці цих періодів кваліфікуються до плей-офф за підвищення, за умови, що вони посідають дев’ять найкращих міст у загальному заліку сезону. Номери 11 і 12 у підсумковому рейтингу грають у плей-офф на виліт, а номери 13 і 14 вибувають у «Твід класе».